# Oradea Transport Local

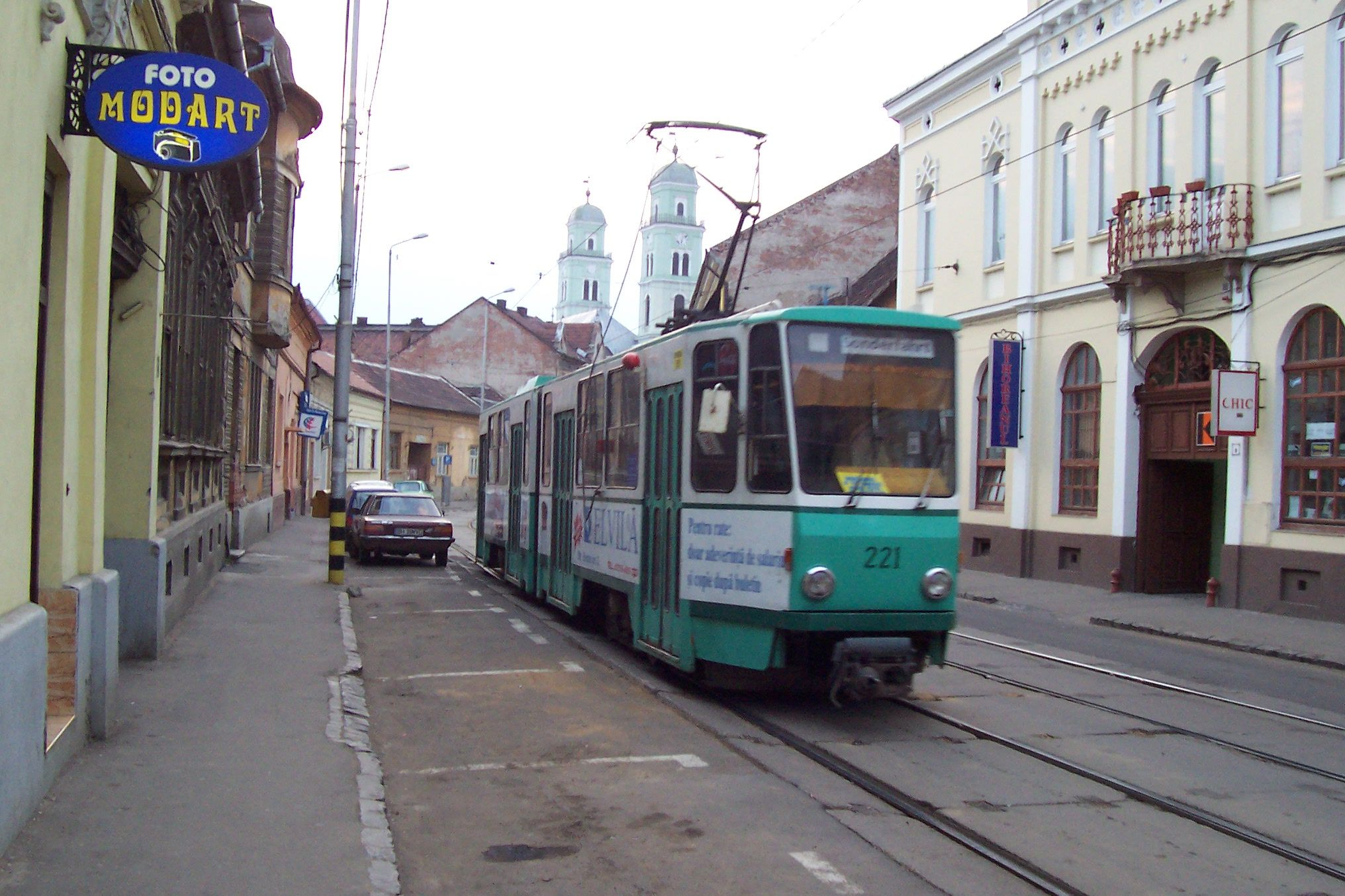
Oradea: tram snodato Tatra KT4D n. 221 (ex-Berlino)

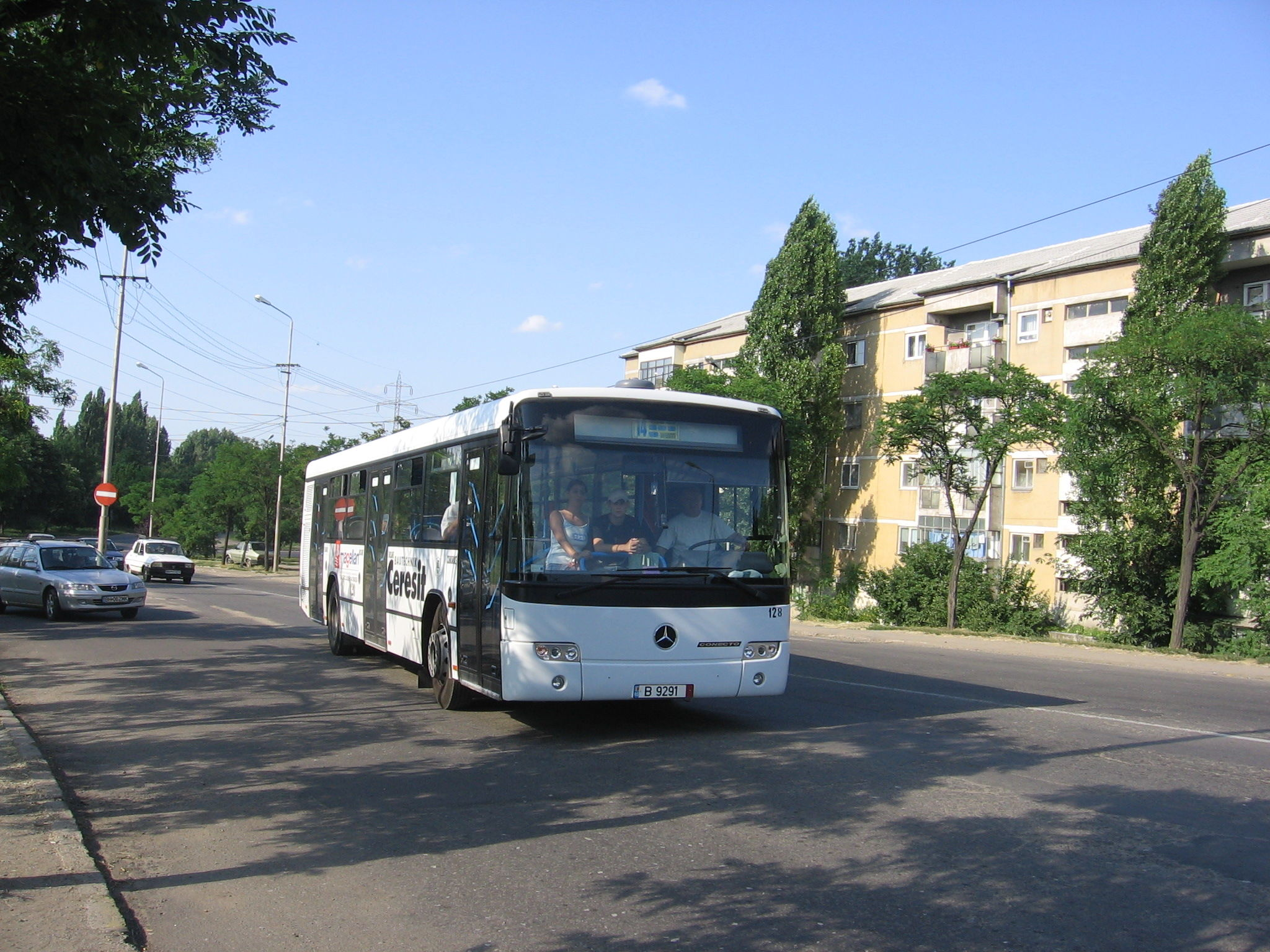
Oradea: autobus Mercedes-Benz Conecto sulla linea 14

OTL, sigla di Oradea Transport Local, è l'azienda municipalizzata che svolge il servizio di trasporto pubblico nella città di Oradea in Romania.

## Esercizio
L'azienda gestisce una decina di linee automobilistiche e cinque tranviarie, a lunga percorrenza.
L'azienda aderisce all'Uniunea Romana de Transport Public, organismo nazionale che riunisce gli operatori rumeni di trasporto pubblico.

## Parco aziendale
La flotta dell'OTL è costituita da oltre cento vetture tranviarie, prevalentemente articolate o con rimorchio, costruite negli anni '70 e solo da una trentina di autobus a marchio Ikarus, Liaz, Mercedes-Benz (modello Conecto) e Rocar (modello U412).